# Tořič čmelákovitý Holubyho
Tořič čmelákovitý Holubyho (latinsky Ophrys holoserica subsp. holubyana) je druh hlíznaté orchideje, která je v Česku kriticky ohroženým druhem. Vyskytuje se zde pouze v jihozápadní části Bílých Karpat mezi Radějovem a Stráním. Několik set kusů roste v národní přírodní rezervaci Zahrady pod Hájem, přírodní rezervaci Hloží a národní přírodní rezervaci Čertoryje. 
Celkový areál taxonu sahá od západní Evropy přes Balkán po Malou Asii. Je rostlinou značně světlomilnou, teplomilnou a vápnomilnou, vyrůstající převážně v širokolistých suchých trávnících, vzácně též křovinách, světlých teplomilných doubravách a jejich lemech.
Květ tořiče je podobný samičce včely rodů Eucera a Tetralonia, zmýlený sameček ve snaze o kopulaci květ orchideje opylí. Příbuznými druhy jsou tořič včelonosný, tořič pavoukonosný a tořič hmyzonosný.